# José Álvarez (1926–2021)
José Álvarez (ur. 15 października 1926 w Hawanie, zm. 2 listopada 2021 na Florydzie) – strzelec z Wysp Dziewiczych Stanów Zjednoczonych, olimpijczyk. 
Brał udział w Letnich Igrzyskach Olimpijskich 1972 (Monachium). Startował w jednej konkurencji, w której zajął 57. miejsce.

## Wyniki olimpijskie
| Igrzyska | Konkurencja            | Wynik                           | Miejsce |
| -------- | ---------------------- | ------------------------------- | ------- |
| IO 1972  | Pistolet dowolny, 50 m | 486 punktów (76-81-85-85-76-83) | 57.     |